# Lothar Claesges
Lothar Claesges (Krefeld, 3 luglio 1942 – Krefeld, 12 novembre 2021) è stato un pistard tedesco.

## Palmarès

### Olimpiadi
- 1 medaglia:
  - 1 oro (Tokyo 1964 nell'inseguimento a squadre[1])